# Kreacionizem mlade Zemlje
Kreacionizem mlade Zemlje je kreacionistično prepričanje, da je abrahamski bog Zemljo in življenje na njej ustvaril neposredno, in sicer v obdobju 5,500 - 3,500 pr. n. št. (sodobnejši kreacionisti mlade Zemlje umeščajo stvaritev sveta tudi v obdobje 20. do 12. tisočletja pr. n. št.). Od 18. stoletja je podpora kreacionizma mlade Zemlje upadala zaradi razvoja znanosti, vendar so teorijo obudili krščanski fundamentalisti v začetku dvajsetega stoletja. Kreacionizem mlade Zemlje je zlasti aktiven v ZDA, kjer ga podpira 40-50% odraslih američanov.

## Zgodovina
Prva ohranjena pisna pričevanja o kreacionizmu mlade Zemlje izvirajo iz judovstva v prvih stoletij n. št., ko so različna judovska besedila začetek sveta umeščala v 5. in 4. tisočletje pr. n. št. Hebrejske biblije in grški prevod stare zaveze postavljajo stvaritev sveta v približno enak čas (6. - 5. tisočletje pr. n. št.).
Skozi celoten srednji vek so krščanski teologi večinoma ohranjali podobna prepričanja - čeprav nekateri zgodnji kristjani (na primer Origen in Sv. Avguštin) v biblijsko stvaritev sveta niso verjeli dobesedno.
Večino novega veka (približno 1500 - 1800) je kreacionizem mlade Zemlje še vedno bil prevladujoča razlaga o nastanku sveta.
Z razvojem sodobne geologije v 19. stoletju in dognanj, da se je zemljino površje izoblikovalo z dolgimi leti erozije in trenj med zemeljskimi ploščami, ne le z eno kataklizmo (vesoljnim potopom), je znanost v glavnem dokončno zapustila kreacionizem mlade Zemlje in sprejela teorijo stare Zemlje. Kristjani so nauke prilagodili novi geologiji, vendar so se določeni deli krščanstva, na primer viktorijanski inštitut, še naprej oklepali kreacionizma mlade Zemlje.
V začetku dvajsetega stoletja so pisci naraščajočega krščanskega fundamentalizma v Severni Ameriki ustvarili dela, ki so nasprotovala sodobni geološki znanosti in znova obudili kreacionizem mlade Zemlje. Široko promoviranje ideje s strani konservativcev je ustvarilo močan vpliv kreacionizma mlade Zemlje na ameriške verske kroge in ameriško šolsko poučevanje znanosti, medtem ko v čezmorskih deželah ni sprožil večjega učinka.

## Odziv znanosti
Kreacionizem mlade Zemlje neposredno in v veliki meri nasprotuje znanstvenemu konsenzu, ki ga je leta 2006 podprlo 68 narodnih in mednarodnih akademij znanosti, da je starost vesolja 15 milijard let, starost Zemlje pa 4,5 milijarde let, pri čemer se je življenje na njej pojavilo približno 2,5 milijarde let v preteklosti, kar je znanstveno, z dokazi utemeljeno dejstvo.